# Жорж Ле Серек де Кервільї
Жорж Ле Серек де Кервільї (англ. Georges Le Serrec De Kervily, 12 вересня 1883, Харків — 1952) — американський художник-символіст (онук українського художника Євграфа Крендовского).

## Життєпис
Жорж Ле Серрек де Кервільї народився у Харкові 12 вересня 1883 року в сім'ї слухача ветеринарного інституту (згодом — відомого у Франції доктора медицини, автора 8 наукових книг) Жоржа Ле Серрека де Кервільї (Георгія Армановича Кервілі) та Ольги Євграфівни Крендовської.
Закінчив Паризьку вищу школу красних мистецтв. Деякий час жив у Росії, а потім повернувся до Європи.
У 1933 році емігрує з Європи до Сполучених Штатів, де стає відомим портретистом.
Спочатку проживав у Нью-Йорку, потім у Сан-Франциско, Лос-Анджелесі та Сан-Дієго (штат Каліфорнія), де помер у 1952 році на 69-му році життя.

## Творчість
Ранні роботи художника тяжіють до суворої композиційної побудови та чітким лініям з елементами модерну (площинної композиції, декоративності, витонченості контурів, витягнутості фігур): «Автопортрет», «Автопортрет» (1910), «Жінка, яка лежить у ліжку» (олія; полотно, покладений на картон; 59×72 см.), портрет з назвою «Мій дуже близькому другові Чаплею (Chapleau)» (1903 рік, полотно, олія, наклеєний на фанеру, 87×46 см.). Нерідко в його живописі з'являються незвичайні образи, навіяні античними легендами або східними переказами («Сцена символізму» або «Проєкт Середземноморського декору», олія, 55×112 см.).
Пізній період творчості Кервільї — це портретний живопис. Художник практично повністю йде від символізму. Роботи, написані в період після 1930-х, відрізняються реалістичністю і закінченістю створюваних образів.
Найбільш відомі роботи: «Жінка в білих мереживах» (олія, 68,6×53,3 см. 1945 р.), «Гвоздики у вазі» (полотно, олія, 48×35 см, шт. Огайо), «Жінка з чорною стрічкою» (1948), «Портрет жінки в блакитному», «Портрет жінки», «Портртрет молодої жінки в зеленому та хутрі» (олія, 1935 р., 68,5×52,5 см.), «Портрет дівчини» (олія, 1933 р., 66×53 см.), «Портрет хлопчика» (олія, 1933 р., 86×61 см.), «Портрет в елегантних хутрах» (олія, 1930 р., Нью-Йорк, 70×57 см.), «Портрет в елегантній білій шалі» (олія, 72×53 см.), «Сцена символізму», «Проєкт Середземноморського декору».